# Wan Rong
Gobulo Wan Rong (in cinese: 郭布羅婉容T, Guōbùluó WǎnróngP), nota più semplicemente come Wan Rong, talvolta chiamata anacronisticamente Imperatrice Xuantong (宣統皇后), anche conosciuta col nome di cortesia di Muhong (慕鴻) e col nome postumo di Imperatrice Xiaokemin (孝恪愍皇后), (Pechino, 13 novembre 1906 – Yanji, 20 giugno 1946) è stata l'ultima imperatrice consorte della dinastia Qing in Cina, moglie di Pu Yi, e in seguito imperatrice del Manciukuò.

## Biografia

### Origini e giovinezza
Gobulo Wan Rong era la figlia di Rong Yuan, ministro degli Affari Interni del governo Qing e capo di una delle famiglie più prominenti e ricche della Manciuria, con discendenza di etnia Daur. I Gobulo possedevano alcune proprietà a Jilin, dove il nonno Chang Shun era generale.

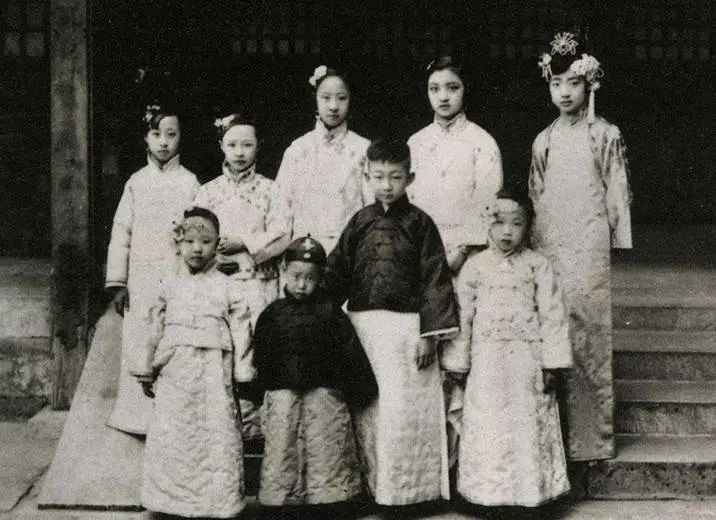
Wan Rong con la famiglia, ca. 1922-1924

Più tardi, la famiglia si trasferì nella concessione francese di Tientsin, dove Wan Rong fu educata in una scuola missionaria dalla tutrice Isabel Ingram, che le diede il nome cristiano di "Elizabeth". Qui la ragazza ebbe modo di imparare l'inglese, oltre che a suonare il pianoforte e a giocare a tennis.

### Matrimonio con Pu Yi e vita da Imperatrice della Cina

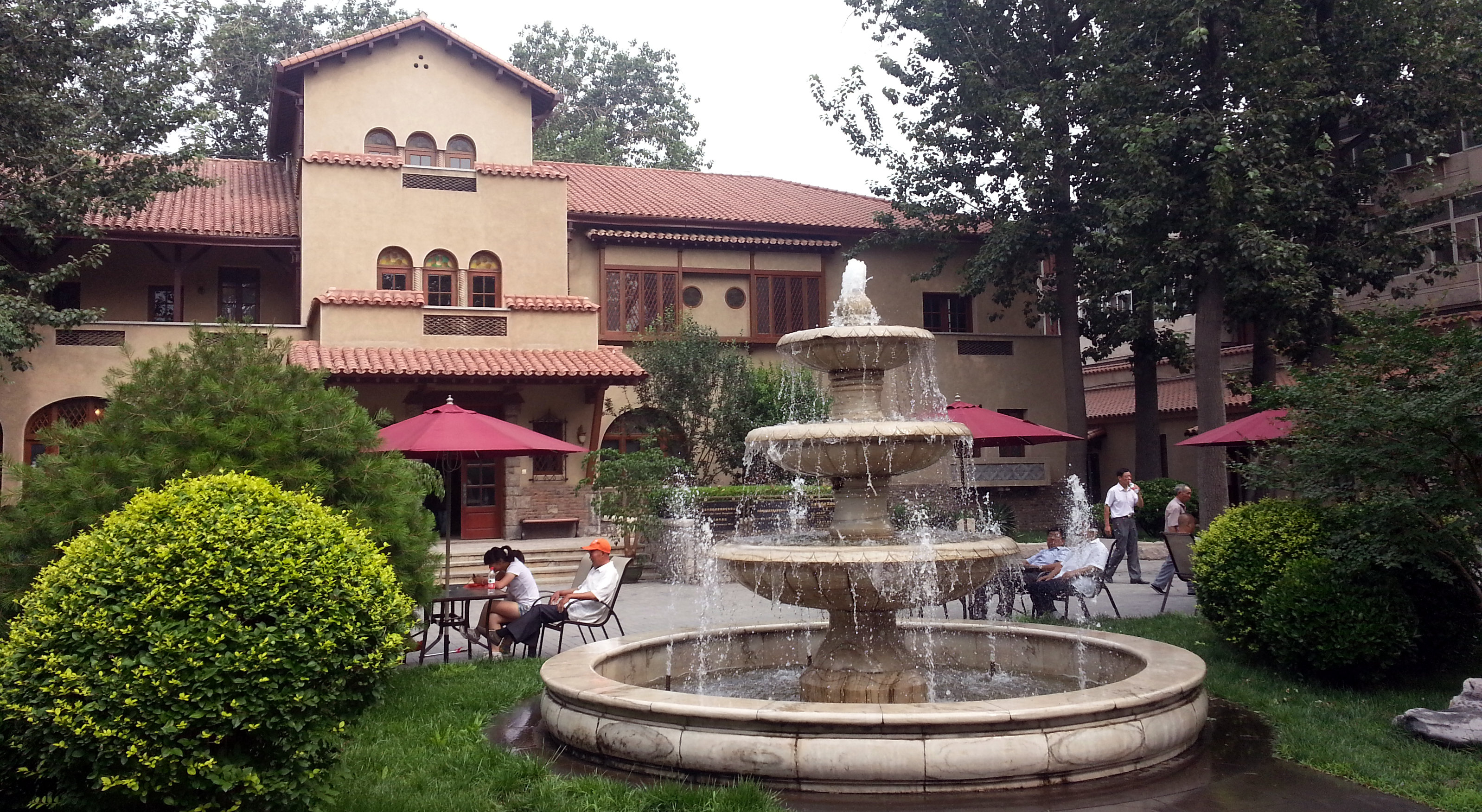
Residenza della coppia imperiale a Tientsin

All'età di 15 anni, Wan Rong fu selezionata da una serie di fotografie presentate all'Imperatore Pu Yi, che risiedeva nella Città Proibita come monarca non sovrano della Cina, come possibili candidate per il ruolo di consorte imperiale. Il matrimonio ebbe luogo quando Pu Yi compì 16 anni e, come da tradizione, furono offerti numerosi regali costosi alla sposa e alla sua famiglia. Durante la prima notte di nozze, ella fu lasciata sola nel Palazzo della Tranquillità Terrestre, mentre il marito si trovava nel Palazzo del Nutrimento dello Spirito.
Nel corso degli anni, egli non mostrò mai molto interesse, né sessuale né in altro modo, verso Wan Rong e l'unione tra i due non produsse mai eredi. Si crede infatti che l'Imperatore fosse omosessuale e che era solito passare il suo tempo con eunuchi. Ciò creò profonda frustrazione nella giovane donna, che però non si ribellò mai, permettendo alla coppia di mantenere l'apparenza di una relazione armoniosa. Tuttavia, la nobile vita di corte le permise di coltivare numerose passioni, come la lettura, la scrittura, il pianoforte, la fotografia e la cucina occidentale.

### Colpo di Pechino e vita da Imperatrice del Manciukuò

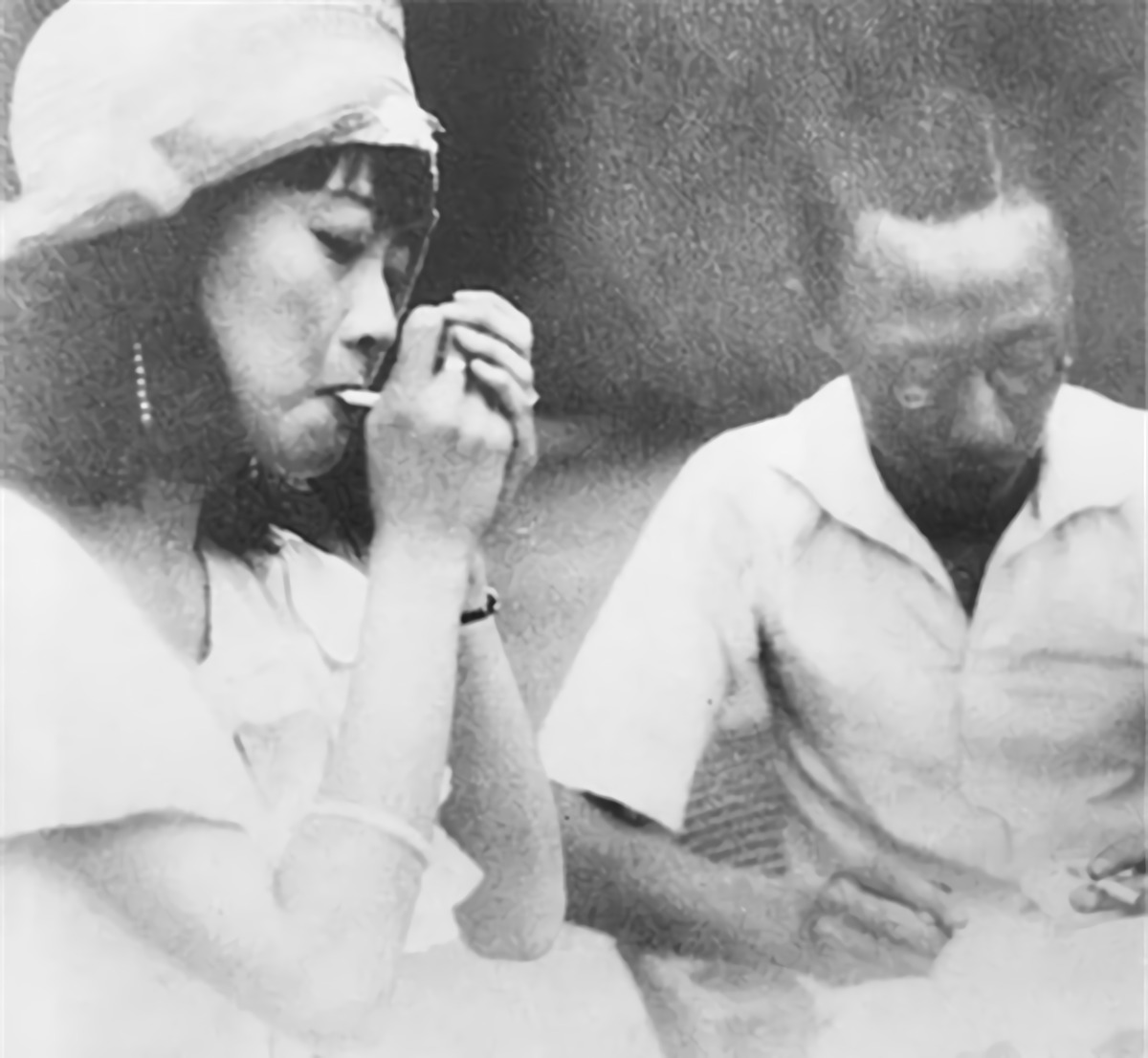
Wan Rong fuma una sigaretta

In seguito all'ordine di lasciare la Città Proibita da parte del signore della guerra cinese Feng Yuxiang nel 1924, la coppia si trasferì in una villa nella concessione giapponese di Tientsin. Con la speranza di una restaurazione dell'Impero manciù, Pu Yi accettò l'offerta del Giappone di guidare il nuovo stato del Manciukuò e si trasferì a Changchun, nella provincia di Jilin, che era stata ribattezzata Hsinking, nel marzo del 1932.
I rapporti tra Wan Rong e il marito divennero presto tesi: lei viveva in una stanza separata, raramente usciva o mangiava con lui e iniziò a consumare oppio. Secondo le memorie dell'Imperatore, all'epoca era di moda tra le giovani donne colte fumare sigarette, alle quali i cinesi spesso aggiungevano una piccola quantità di oppio come analgesico. Consapevole che suo marito era solo una marionetta senza reale potere politico e che aveva tutte le responsabilità di un'Imperatrice ma nessuno dei suoi vantaggi, l'uso di oppio di Wan Rong cominciò ad aggravarsi. Tra il luglio 1938 e il luglio 1939, Wan Rong assumeva in media due once di oppio al giorno, una quantità enorme.

### Tracollo e arresto

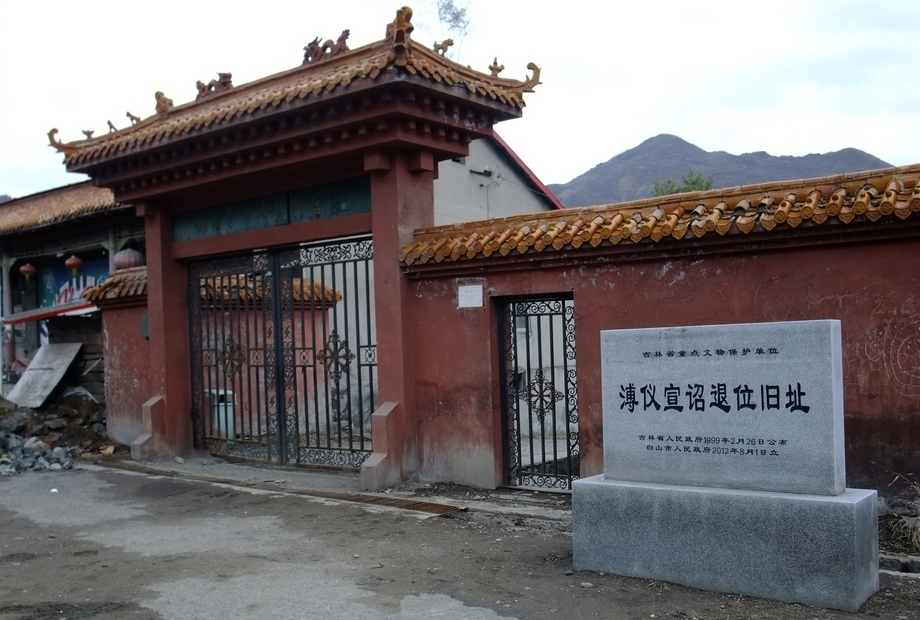
Dalizigou, luogo di cattura della famiglia imperiale

Il suo tracollo definitivo arrivò nel 1940, quando rimase incinta di uno dei suoi amanti, il tenente Li Tiyu. Nonostante la profonda rabbia verso l'accaduto, Pu Yi decise di non privarla del suo titolo per preservare l'onore della famiglia. Quando Wan Rong supplicò per la vita di suo figlio, dicendo che poteva essere cresciuto da suo fratello Runliang, Pu Yi fece incenerire il bambino alla nascita. L'Imperatrice cadde quindi in uno stato di depressione e di delirio, che la portò a fumare sempre di più.
Di fronte alla sconfitta imminente durante l'invasione sovietica della Manciuria, nel 1945, Pu Yi cercò di fuggire in Giappone, lasciando indietro la consorte, la sua concubina (Li Yuqin) e alcuni altri membri della famiglia imperiale.
L'imperatrice Wan Rong, sua cognata Hiro Saga e gli altri familiari cercarono di fuggire in Corea, ma vennero bloccati dall'esercito comunista cinese a Dalizigou nel gennaio 1946. Ad aprile, furono trasferiti in una stazione di polizia a Changchun, poi liberati solo per essere arrestati nuovamente e rinchiusi in una stazione di polizia a Jilin. Nel frattempo, le scorte di oppio di Wan Rong si erano esaurite da tempo e stava soffrendo gli effetti dell'astinenza. Quando l'esercito di Chiang Kai-shek bombardò la città, Wan Rong e Hiro Saga furono trasferite nel carcere di Yanji, nella provincia di Jilin.

### Morte
L'Imperatrice morì nella prigione di Yanji il 20 giugno 1946, a causa degli effetti della malnutrizione e dell'astinenza dall'oppio, alla giovane età di 39 anni. Fu esposta al pubblico come un animale nella gabbia di un zoo. Stuprata e malmenata. Alla fine fu sepolta ancora viva perché nessuno si accorse che respirava ancora. All'epoca era usanza seppellire i corpi dei prigionieri politici senza alcun rito in piena campagna. Più tardi le sue spoglie vennero riesumate dai comunisti e distrutte, perché temevano che potesse diventare una specie di martire e perciò venerata. Fu probabilmente sepolta a sud di Yanji. Le sue spoglie non furono mai trovate.
Solo tre anni più tardi, Pu Yi apprese da una lettera scritta da Hiro Saga a Pujie che Wan Rong era morta. Nelle sue memorie, egli scrisse:
Nell'ottobre del 2006, ad oltre 60 anni dal decesso, il fratello più giovane di Wan Rong, Gobulo Runqi (1912–2007), ha fatto costruire un monumento in sua memoria nel complesso delle Tombe imperiali delle dinastie Ming e Qing e vi ha tenuto una sepoltura rituale.

## Nella cultura di massa
L'Imperatrice Wan Rong è stata interpretata da Joan Chen nel film del 1987, L'ultimo imperatore. Nel film, viene approfondita la sua dipendenza dall'oppio e la sua discesa in una profonda depressione, culminando in uno stato quasi moribondo quando si separa da Pu Yi. Tuttavia, il film contiene diverse inesattezze, come la rappresentazione di un giovane Pu Yi impegnato in relazioni sessuali con entrambe le sue mogli, nonostante l'assenza di prove storiche che confermino tali eventi.
Una drammatizzazione della vita del principe Pujie e di Hiro Saga è stata trasmessa come drama televisivo su TV Asahi in Giappone nell'autunno del 2003, con il titolo Ryuuten no ouhi - Saigo no Koutei (流転の王妃最後の皇弟).
Nel 2005, all'età di 93 anni, Runqi, il fratello di Wan Rong, indignato per come i media e i drama avevano rappresentato sua sorella, intentò una causa dicendo: "Finché vivrò, non permetterò falsità irresponsabili e persino insulti personali sulla storia della vita di Wan Rong! È un insulto!". Nei primi anni del 2000, Runqi affermò che il triste volto di Wan Rong quando fu incoronata Imperatrice ancora persisteva nella sua mente.